# Доња Плоча
Доња Плоча је заселак и бивше насељено мјесто у Лици. Припада општини Ловинац, у Личко-сењској жупанији, Република Хрватска.

## Географија
Доња Плоча је заселак села Горња Плоча. Налази се између Горње Плоче и Могорића, око 9,5 км сјеверно од Ловинца.

## Историја
У Доњој Плочи се налази Штулића кула. Плоча (Горња и Доња) се некада звала Новаци.
Доња Плоча се од распада Југославије до августа 1995. године налазила у Републици Српској Крајини. До територијалне реорганизације у Хрватској заселак се налазио у саставу бивше велике општине Грачац.

## Култура
Припада парохији Плоча у саставу Архијерејског намјесништва личког Епархије Горњокарловачке.

## Становништво
Од 1890. до 1910. године било је самостално насеље, а од 1921. године дио насеља. Припојено је насељу Горња Плоча.
| Демографија | Демографија | Демографија |
| Година      | Становника  | Становника  |
| ----------- | ----------- | ----------- |
| 1857.       | 0           |             |
| 1869.       | 0           |             |
| 1880.       | 0           |             |
| 1890.       | 762         |             |
| 1900.       | 737         |             |
| 1910.       | 591         |             |
| 1921.       | 729         |             |
| 1931.       | 620         |             |
| 1948.       | 431         |             |
| 1953.       | 373         |             |
| 1961.       | 360         |             |
| 1971.       | 231         |             |
| 1981.       | 0           |             |
| 1991.       | 0           |             |
| 2001.       | 0           |             |